# Deutsche Hundekuchen-Fabrik

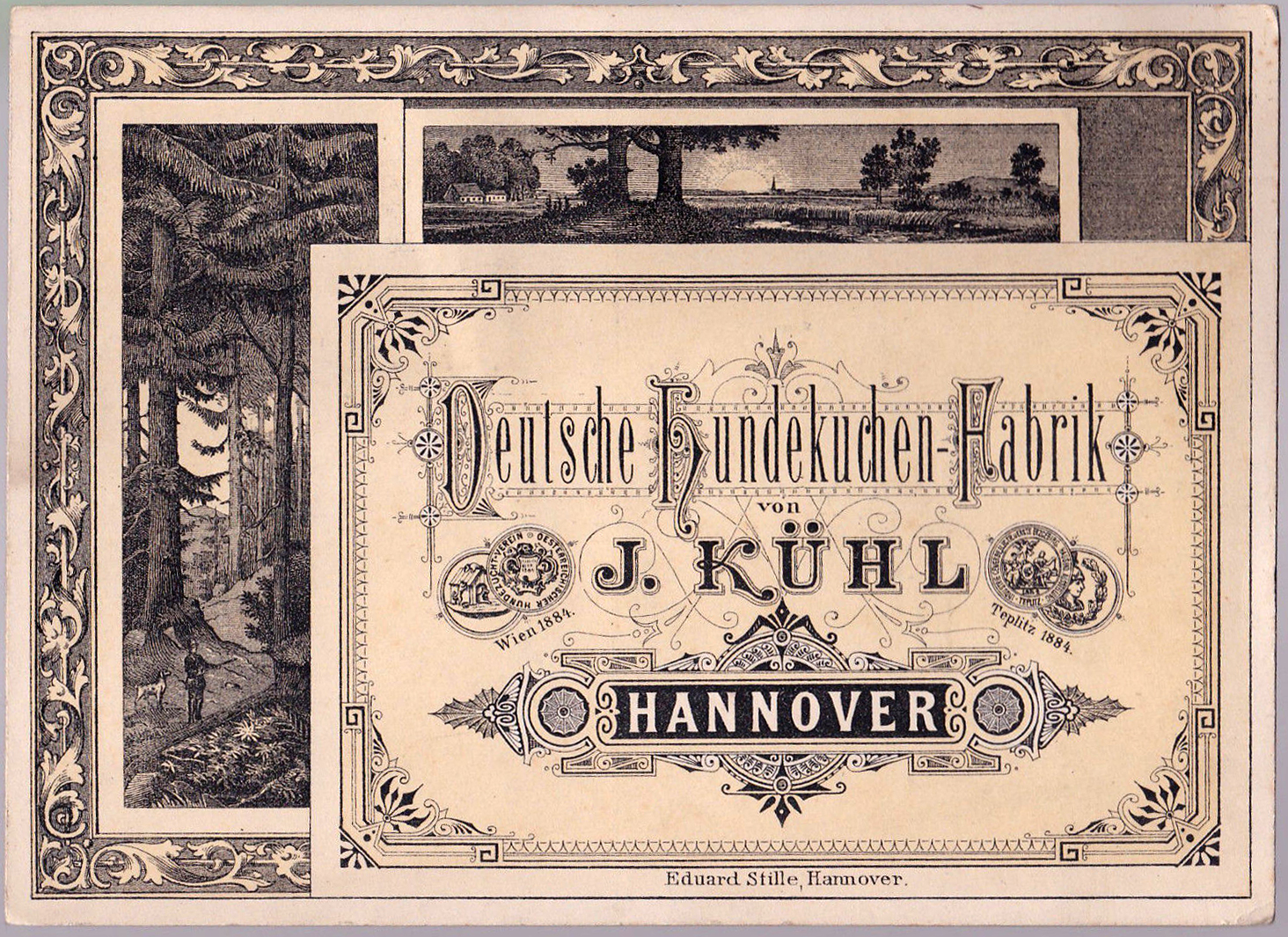
Deckblatt einer Werbefaltkarte der Deutschen Hundekuchen-Fabrik des Unternehmers Johannes Kühl; mit Abbildungen der Medaillen aus Wien und Teplitz von 1884
Lithografie durch den Spielkarten-Hersteller Eduard Stille, um 1887

Die Deutsche Hundekuchen-Fabrik in Hannover war eine im 19. Jahrhundert gegründete Fabrik zur Herstellung von Futtermitteln, insbesondere von Hundekuchen.

## Geschichte
Nach dem Deutsch-Französischen Krieg in den Jahren von 1870 und 1871 und der Ausrufung des deutschen Kaiserreichs errichtete der der von der Insel Fehmarn stammende Kaufmann Johannes Kühl in Hannover während der sogenannten „Gründerzeit“ zunächst eine Dampfbäckerei in der Glockseestraße, die als Hauptstraße des ehemaligen Vorortes Glocksee wenige Jahre zuvor gemeinsam mit der Ohe in die Calenberger Neustadt eingemeindet worden war. Diese dampfbetriebene Bäckerei wandelte Kühl um in die unter der Adresse Glockseestraße 7 A P laut den Adressbüchern der Stadt Hannover erstmals für das Jahr 1880 nachgewiesene Deutsche Hundekuchenfabrik.

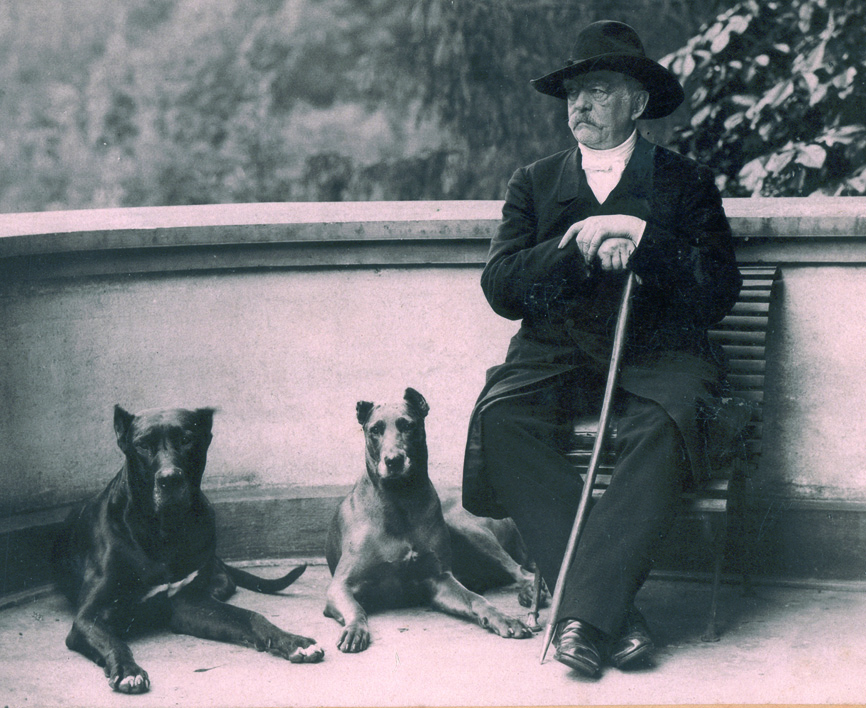
Der deutsche Reichskanzler Otto von Bismarck mit seinen „Reichshunden“ Tyras II und Rebecca in Friedrichsruh, 6. Juli 1891

Die Hervorhebung des Begriffs „Deutsch“ im Firmennamen war einerseits Ausdruck einer Deutschtümelei nach dem „Sieg“ über Frankreich und dem nicht erst nach dem Ende der Kleinstaaterei durch die Deutsche Einigung einsetzenden Patriotismus, wenngleich auch die Einigung nur unter der Vormachtstellung des Königreichs Preußens als Kleindeutsche Lösung zustande kam. Andererseits war die Hundehaltung Ausdruck bürgerlichen Selbstbewusstseins, für das der deutsche Reichskanzler Otto von Bismarck mit seiner Deutschen Dogge das große Vorbild lieferte.
Die „Deutsche“ Hundekuchen-Fabrik, bereits wenige Jahre nach ihrer Gründung auf einem Jahreskalender von 1884 sicher auch euphemistisch in gewaltigen Ausmaßen abgebildet, schien mit ihrer Namensgebung für eine ganze Nation zu sprechen, stand dabei aber im Wettbewerb mit anderen Unternehmen in Deutschland und insbesondere mit dem englischen Konkurrenten Spratt’s. Auf internationalen Messen im In- und Ausland präsentierte der Unternehmenschef Johannes Kühl seine Deutschen Hundekuchen und wurde dafür in München, Wien und Zürich mit 1. Preisen  ausgezeichnet.

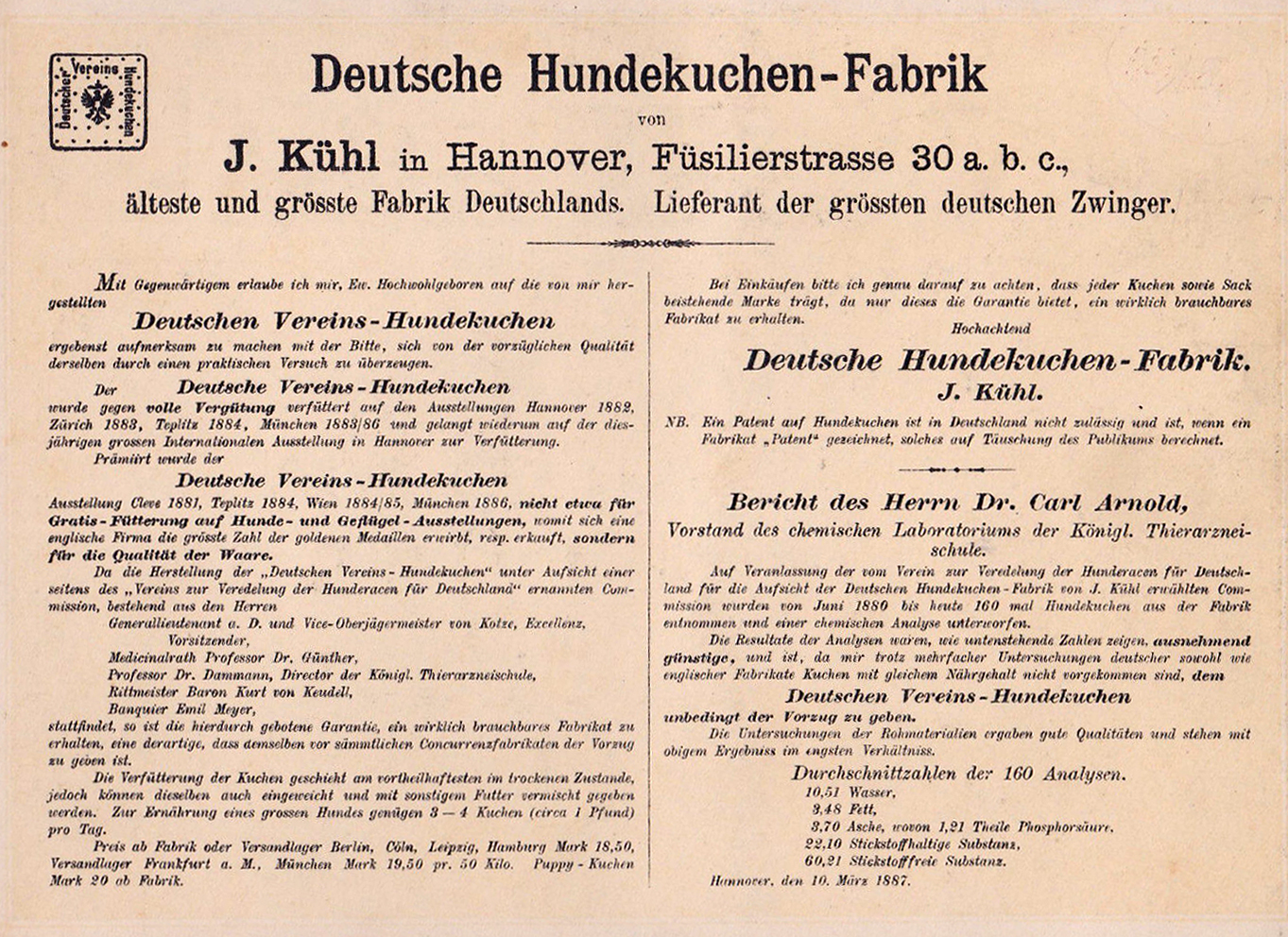
Die Deutsche Hundekuchen-Fabrik als „[…] älteste und größte Fabrik Deutschlands“ warb mit namhaften Befürwortern;
wie hier um 1887 etwa mit von Kotze, Karl Dammann und Carl Arnold

Das Futtermittelunternehmen arbeitete unter anderem eng mit dem Verein zur Veredelung der Hunderassen zusammen und konnte zahlreiche namhafte Persönlichkeiten für die Bewerbung der Produkte gewinnen, etwa den Generalleutnant Hermann von Kotze, den Veterinärmediziner Karl Dammann, den Bankier Emil Meyer und andere mehr.
Um 1887 betrieb die Firma bereits Versandlager in Berlin, Köln, Leipzig und Hamburg sowie in Frankfurt am Main und München. Die Erzeugnisse „aus Fleischabfällen, Getreidemehl und dergl.“ galten als „vertrauenserweckender“ als die Produkte der Konkurrenz. Sie wurden von dem Chemiker Carl Arnold geprüft und standen unter ständiger Kontrolle der Königlichen Tierärztlichen Hochschule Hannover.
Ebenfalls 1887 firmierte die Deutsche Hundekuchenfabrik als „[…] älteste und größte [derartige] Fabrik Deutschlands“ unter der Adresse Füsilierstraße 30 a., b. und c.; eine Straße, die im hannoverschen Stadtteil List nahe dem Welfenplatz später in Bronsartstraße umbenannt wurde.
Im Angebot hatte das Unternehmen laut einer Preisliste von vermutlich 1888 neben dem „Deutschen Vereins-Hundekuchen“ für Hunde aller Rassen auch den – besonders teuren – „Leberthrankuchen“, sowie für andere Haus-, aber auch Nutztiere beispielsweise Kühls Geflügelfutter oder das sogenannte „Präriefleisch“ für Fasane und andere „[…] Insecten fressende Tiere“ wie etwa Fische. Neben Futter beispielsweise für die Taubenzucht bot die Fabrik auch Kühl's Schweinemast für  Landwirtschaft und als Ergänzung für Selbstversorger.
Die Deutsche Hundekuchen-Fabrik, die einzige derartige Fabrik im Hannover des 19. Jahrhunderts, „[…] wechselte, unter Beibehaltung ihres Namens, 1889/90 den Inhaber, ging an Erwin Stahlecker in Berlin und später an Robert Baelz in London.“ Sie wurde laut den Adressbüchern Hannovers aber mindestens noch bis in das Jahr 1900 in Hannover weiterbetrieben.
Ebenfalls etwa um 1890 hatte der Firmengründer Johannes Kühl zudem seine Patente an den englischen Mitbewerber Spratt’s für 100000 Goldmark verkauft, und begann in dem bald nach ihm benannten „Kühlshausen“ in Kirchrode als Bauherr und Architektur-„Kopist“ seine nächsten Unternehmungen. Der Nachlass des Unternehmers befindet sich im Besitz der Nachkommen Kühls.